# Jeanne Tripplehorn
Jeanne Marie Tripplehorn (ur. 10 czerwca 1963 w Tulsie) – amerykańska aktorka filmowa, telewizyjna i teatralna.

## Życiorys

### Wczesne lata
Urodziła się w Tulsie, w stanie Oklahoma jako córka Suzanne Ferguson i Toma Tripplehorna, gitarzysty Gary Lewis & the Playboys. W 1981 ukończyła szkołę średnią Edison High School w Tulsa, w stanie Oklahoma.
Pod pseudonimem Jeanne Summers dorabiała jako DJ w lokalnym radiu KMOD-FM, gdzie prowadziła program nocny o rock'n'rollu. Porzuciła rozpoczęte studia na Uniwersytecie Stanu Oklahomy w Norman i uczyła się aktorstwa w nowojorskiej Juilliard School of Drama przy Lincoln Center. 

### Kariera
Była gospodarzem programów telewizyjnych, zanim pojawiła się po raz pierwszy w roli aktorskiej na małym ekranie w telewizyjnym dramacie kostiumowym ABC Czas chwały (The Perfect Tribute, 1991) u boku Jasona Robardsa i Lukasa Haasa. Na dużym ekranie zadebiutowała rolą doktor Beth Garner, psycholog policyjnej współpracującej z detektywem (Michael Douglas), z którym prowadziła terapię po tragedii z turystami i jego ex-kochanki, przyjaciółki z lat studenckich Catherine Tramell (Sharon Stone) w dreszczowcu Paula Verhoevena Nagi instynkt (Basic Instinct, 1992), za którą jednak była nominowana do Złotej Maliny jako najgorsza aktorka drugoplanowa.
Zwróciła na siebie uwagę kreacją żony ambitnego i uzdolnionego absolwenta prawa na Harvardzie (Tom Cruise) w dramacie sensacyjnym Sydneya Pollacka Firma (The Firm, 1993) oraz jako Helen w filmie sci-fi Kevina Reynoldsa Wodny świat (Waterworld, 1995) z Kevinem Costnerem.
Pojawiła się w jednym z odcinków serialu NBC Frasier (2003) jako Chelsea. Popularność zdobyła rolą Barb Henrickson w serialu HBO Trzy na jednego (Big Love, 2006-2007), za którą dwukrotnie zdobyła nominację do nagrody Satelity.

## Życie prywatne
W latach 1990–1996 związana była z Benem Stillerem. W dniu 14 października 2000 poślubiła aktora Lelanda Orsera (ur. 6 października 1960). Mają syna Augusta (ur. 23 maja 2002).

## Filmografia
- Czas chwały (The Perfect Tribute, 1991) jako Julia
- Nagi instynkt (Basic Instinct, 1992) jako Doktor Beth Garner
- Spotkanie, którego nie było (The Night We Never Met, 1993) jako Pastel
- Firma (The Firm, 1993) jako Abby McDeere
- Apartament (The Night We Never Met, 1993) jako Pastel
- Orbitowanie bez cukru (Reality Bites, 1994) jako Cheryl Goode
- Wodny świat (Waterworld, 1995) jako Helen
- Dopóki tam byłaś ('Til There Was You, 1997) jako Gwen Moss
- Morderczyni (Office Killer, 1997) jako Noah Reed
- Stary (Old Man, 1997) jako Addie
- Przypadkowa dziewczyna (Sliding Doors, 1998) jako Lydia
- Pętla (Snitch, 1998) jako Annie
- Gorzej być nie może (Very Bad Things, 1998) jako Lois Berkow
- Mickey Niebieskie Oko (Mickey Blue Eyes, 1999) jako Gina Vitale
- Związki rodzinne (Relative Values, 2000) jako Miranda Frayle
- Bestia (Paranoid, 2000) jako Rachel
- Timecode (2000) jako Lauren Hathaway
- Cudowne lata 60. (Steal This Movie, 2000) jako Johanna Lawrenson
- Dial 9 for Love (2001) jako Nina
- Rejs w nieznane (Swept Away, 2002)
- Kim Ty jesteś? (My Brother's Keeper, 2002) jako Lucinda Pond
- Słowo honoru (Word of Honor, 2003)
- Amatorski projekt (The Moguls, 2005) jako Thelma
- Trzy na jednego (Big Love, 2006) jako Barb Henrickson
- The Trap (2007) jako Maggie
- Skrzydlate cienie (Winged Creatures 2008) jako Doris Hagen
- Szare ogrody (Grey Gardens, 2009) jako Jackie Kennedy Onassis